# 카이로 항공
카이로 항공(영어: Cairo Aviation)은 이집트의 전세 항공사이자 화물 항공사로 주로 유럽, 아프리카, 중동에 취항하고 있다. 카이로 국제공항이 허브 공항으로 1998년에 설립되어 주로 투폴레프 기종을 사용하고 있다.

## 보유 기종
- 2012년 8월 기준으로 카이로 항공은 다음과 같은 기종을 보유하고 있으며 평균 기령은 13.7년이다.[2]